# Großenkneten
Großenkneten là một đô thị thuộc huyện Oldenburg, bang Niedersachsen, Đức. Đô thị này có diện tích 176,17 km².
Großenkneten là một đô thị lớn nhất ở Đức về mặt diện tích. Đô thị này tọa lạc giữa các sông Hunte và Lethe. Năm 1933, đô thị Huntlosen đã được sáp nhập vào Großenkneten.